# Baruch Bendit Dusnus
Baruch Bendit Dusnus (Den Haag, 4 april 1811 - Leeuwarden, 31 januari 1886) was een Nederlandse opperrabbijn.

## Leven en werk
Dusnus, bij de burgerlijke stand ingeschreven als Benedictus Dusnus, was een zoon van Naphtali Dusnus (geboren in Praag) en Sara Straus. Zijn grootvader Baruch Segel Duchnitz / Bendit Dusnus was opperrabbijn van Nijmegen.
Dusnus legde in 1834 examen af als kandidaat-rabbijn. Hij vestigde zich in Rijperkerk en trouwde daar in 1837 met Ester Leeuwenstein. Enige tijd na hun huwelijk verhuisde het gezin naar Leeuwarden. In 1840 werd hij benoemd tot opperrabbijn van het synagogaal Friesland. Van 1848 tot 1851 nam hij als ad interim waar in Groningen. 
Hij was een conservatief man, wat weleens tot conflicten leidde. Hij was bijvoorbeeld tegen koorzang in de synagoge. In 1851, kort na de invoering hiervan in de Groningse synagoge, hield Dusnus een preek, waarin hij dit gebruik als 'ongodsdienstig en ongeoorloofd' bestempelde. Er ontstond zoveel tumult, dat de politie moest ingrijpen. Toen Groningen in 1861 opnieuw vacant werd, was Dusnus een van de kandidaten om de functie in te vullen, maar hij weigerde. Hij bleef tot zijn overlijden aan als opperrabbijn van Friesland. Alhoewel schriftelijke bronnen hier geen onderbouwing voor verschaffen, wordt algemeen aangenomen dat Dusnus de laatste opperrabbijn was in Nederland die in het West-Jiddisch predikte. 
Dusnus overleed in 1886 op 74-jarige leeftijd.